# Радиационная экология
Радиационная экология или радиоэкология — наука, изучающая особенности существования живых организмов и их сообществ в условиях наличия естественных радионуклидов или техногенного радиоактивного загрязнения. Существует два важнейших направления в радиоэкологии — изучение поведения радионуклидов в экосистемах и их компонентах (почве, растительном покрове, сообществах животных) и воздействия ионизирующего излучения на биоту и человека (подраздел общей радиобиологии).
Радиоэкология сформировалась к середине 50-х гг. XX в. в связи с загрязнением окружающей среды радиоактивными веществами в результате ядерных испытаний, отходов атомной промышленности, аварий на атомных электростанциях и ядерных установках.
Вклад отечественных ученых в развитие науки — В. И. Вернадский, Л. П. Рихванов, А. М. Кузин, А. А. Передельский, В. М. Клечковский, Н.В. Тимофеев-Ресовский, Ф. А. Тихомиров, Р. М. Алексахин.